# Moabita
La moabita és un mineral de la classe dels fosfats. Rep el nom del Regne de Moab, un antic estat que existia al territori de l'actual Jordània.

## Característiques
La moabita és un oxifosfat de fórmula química NiFe³⁺(PO₄)O. Va ser aprovada com a espècie vàlida per l'Associació Mineralògica Internacional l'any 2021. Va ser publicada a la revista internacional European Journal of Mineralogy per Sergey N. Britvin et al. en el mes de juny de 2025 amb el títol «Moabite, NiFe³⁺(PO₄)O, a new natural oxyphosphate». Cristal·litza en el sistema ortoròmbic.
L'exemplar que va servir per a determinar l'espècie, el que es coneix com a material tipus, es troba conservat a les col·leccions del Museu Mineralògic Fersmann, de l'Acadèmia de Ciències de Rússia, a Moscou (Rússia), amb el número de registre: 5627/1.

## Formació i jaciments
Va ser descoberta a una pedrera de fosforita del complex de Daba-Siwaqa, a la Governació d'Amman (Jordània), l'únic indret de tot el planeta on ha estat descrita aquesta espècie mineral.